# ゲパルト型フリゲート
| ゲパルト型フリゲート            | ゲパルト型フリゲート                      | ゲパルト型フリゲート            |
| ------------------------------- | ----------------------------------------- | ------------------------------- |
| 「タタールスタン」 (2012年撮影) |                                           |                                 |
| 艦級概観                        |                                           |                                 |
| 艦種                            | 警備艦（コルベット/フリゲート）           | 警備艦（コルベット/フリゲート） |
| 所属                            | ロシア海軍カスピ小艦隊                    | ロシア海軍カスピ小艦隊          |
| 所属                            | ベトナム人民海軍                          |                                 |
| 前級                            | 1159型 (コニ型)                           | 1159型 (コニ型)                 |
| 前級                            | 1124型 (小型対潜艦; グリシャ型)           |                                 |
| 前級                            | 133.1型 (小型対潜艦; パルヒム型)          |                                 |
| 次級                            | 20380型 (ステレグシュチイ級)              | 20380型 (ステレグシュチイ級)    |
| 就役期間                        | 2002年 - 現在                             | 2002年 - 現在                   |
| 完成                            | 6隻                                       | 6隻                             |
| 建造中止                        | 1隻                                       | 1隻                             |
| 性能諸元                        |                                           |                                 |
| 排水量                          | 基準：1,500t                              | 基準：1,500t                    |
| 排水量                          | 満載：1,930t                              |                                 |
| 全長                            | 102.14m                                   | 102.14m                         |
| 全幅                            | 13.09m                                    | 13.09m                          |
| 吃水                            | 5.3m                                      | 5.3m                            |
| 機関                            | CODOG方式                                 | CODOG方式                       |
| 機関                            | DS-71ガスタービンエンジン (29,300 shp)    | 2基                             |
| 機関                            | D-61ディーゼルエンジン (8,000 bhp)        | 1基                             |
| 機関                            | スクリュープロペラ                        | 2軸                             |
| 速力                            | 最大28kt                                  | 最大28kt                        |
| 航続距離                        | 4,000nmi / 10kt                           | 4,000nmi / 10kt                 |
| 乗員                            | 98 - 110名                                | 98 - 110名                      |
| 兵装                            | AK-176 76.2mm単装速射砲                   | 1基                             |
| 兵装                            | AK-630 30mmCIWS                           | 2基                             |
| 兵装                            | オサーM短SAM連装発射機 (9K33ミサイル20発) | 1基                             |
| 兵装                            | 3M24 SSM 4連装発射筒                      | 2基                             |
| 兵装                            | RBU-6000 12連装対潜迫撃砲                 | 1基                             |
| 兵装                            | 533mm連装魚雷発射管                       | 2基                             |
| 兵装                            | 機雷12 - 20個                             |                                 |
| 艦載機                          | Ka-27/31哨戒ヘリコプター                  | 1機                             |
| C4I                             | シグマ-E戦闘情報システム                  | シグマ-E戦闘情報システム        |
| レーダー                        | MR-352 対空捜索用                         | 1基                             |
| レーダー                        | MR-312 航法用                             | 1基                             |
| レーダー                        | ガルプン 対水上捜索・SSM射撃指揮用        | 1基                             |
| レーダー                        | MR-123 機銃射撃指揮用                     | 1基                             |
| レーダー                        | MPZ-301 短SAM射撃指揮用                   | 1基                             |
| ソナー                          | MGK-335EV-03 船底装備式                   | MGK-335EV-03 船底装備式         |
| ソナー                          | 可変深度・曳航式                          |                                 |
| 電子戦・ 対抗手段               | ベル・シュラウド ESM装置                  | 2基                             |
| 電子戦・ 対抗手段               | ベル・スクオート ECM装置                  | 2基                             |
| 電子戦・ 対抗手段               | PK-16 16連装デコイ発射機                  | 4基                             |

ゲパルト型フリゲート（ゲパルトがたフリゲート、英語: Gepard-class frigate）は、ロシア海軍の警備艦の艦級に対して付与されたNATOコードネーム。ロシア海軍での正式名は11661型警備艦（Сторожевые корабли проекта 11661）。

## 来歴
本型は、1980年代に開発された11660型小型対潜艦に起源を有する。これは1988年5月に起工されたものの、性能不足が指摘されたことから、11月に建造中止となった。
その後、1124型（グリシャ型）の後継として、改良型の11661型が開発され、インド海軍向けとして、1993年・1994年に1隻ずつが起工された。しかしこちらも性能不足が指摘され、インド海軍が引き取りを拒否したことから、ロシア海軍が引き取って、カスピ小艦隊に配備した。

## 設計
本型は、満載排水量1,200トン程度の小型対潜艦である1124型（グリシャ型）の後継として開発されたが、対潜哨戒能力の強化のため、艦型に比して大型のソナーを搭載した結果、満載排水量にして2,000トン近くまで大型化することとなった。船体および上部構造物の大部分は鋼製だが、上部構造物の一部にはアルミ-マグネシウム合金も用いられている。なお、安定化のためフィンスタビライザーが搭載された。
艦容としては、コニ型において76.2mm連装砲1基が配置されていた前甲板にRBU-6000対潜迫撃砲、その後方、上部構造物の前端一段上がった所にAK-176 76.2mm単装速射砲、三段式に主砲の上部に視界が来るようAK-630 30mmCIWS、船体一杯に拡張された船首楼型艦橋、艦橋上にマストとドラムチルト、レーダーレドーム2基、後方に煙突が続き、船体上左右両側に3M24艦対艦ミサイルが装備されている。また竣工が1番艦の10年遅れとなった2番艦では、主兵装は長射程のカリブルNK巡航ミサイルに変更された。
文鎮状の上部構造物が船尾1/5まで続き、煙突から少し後部の一段高い所にもう1基のAK-630 30mmCIWSが装備され、1段下がった構造物後端に4K33 オサーM (SA-N-4) 個艦防空ミサイルが装備され、艦尾に可変深度ソナーが装備されている。

### 派生型
本型は、海外輸出を視野に入れて多くの派生型が設計されており、5タイプに大別される。
-1 型
艦尾にヘリコプター甲板を新設、ただしハンガーは無し。代償として可変深度ソナーを撤去。
-2 型
艦尾にヘリコプター甲板とハンガーを新設。代償として可変深度ソナーと4K33 オサーM個艦防空ミサイルを撤去。
-3 型
喫水を13.8mに広げた事により満載排水量は2,100トンに増加。前部のAK-630 30mmCIWSを複合式のコールチクCIWSに換装。
艦尾にヘリコプター甲板とハンガーを新設。代償として可変深度ソナーと4K33 オサーM個艦防空ミサイルを撤去。
ベトナムが採用した3.9型はコールチクに替えてパルマCIWSに換装している。
-4 型
非武装バージョン、調査・救助パトロール船。
-5 型
艦尾にヘリコプター甲板を新設、ただしハンガーは無し。
ガスタービン2基を8,000馬力ディーゼルに換装し、航続距離が10ノット時で6,000海里 (11,000 km)に増加、代りに最高速度は23ノットに減少。

## 運用
ロシア
ネームシップは最初「ヤーストレプ（Ястреб、鷹)」と命名予定だったのが、恐らく資金不足から建造された造船所の連邦内共和国の名前を取って最終的に「タタールスタン（Татарстан）」と命名された。2番艦も「アルバトロース（Альбатрос、アホウドリ）」と命名されたが、後にダゲスタン（Дагестан、ダゲスタン共和国: カスピ海の配置先所属国）に改名された。3番艦は「ブレヴェスニク（Буревестник、ウミツバメ亜科）と、当初の艦名は鳥関係が多かった。手ごろなサイズであり、3番艦の建造も検討されたが、これは断念された。
2015年10月、シリア内戦でアサド政権側を支援するため、「ダゲスタン」率いる艦隊がカスピ海から巡航ミサイルを発射して反政権側の拠点を攻撃した。
ベトナム

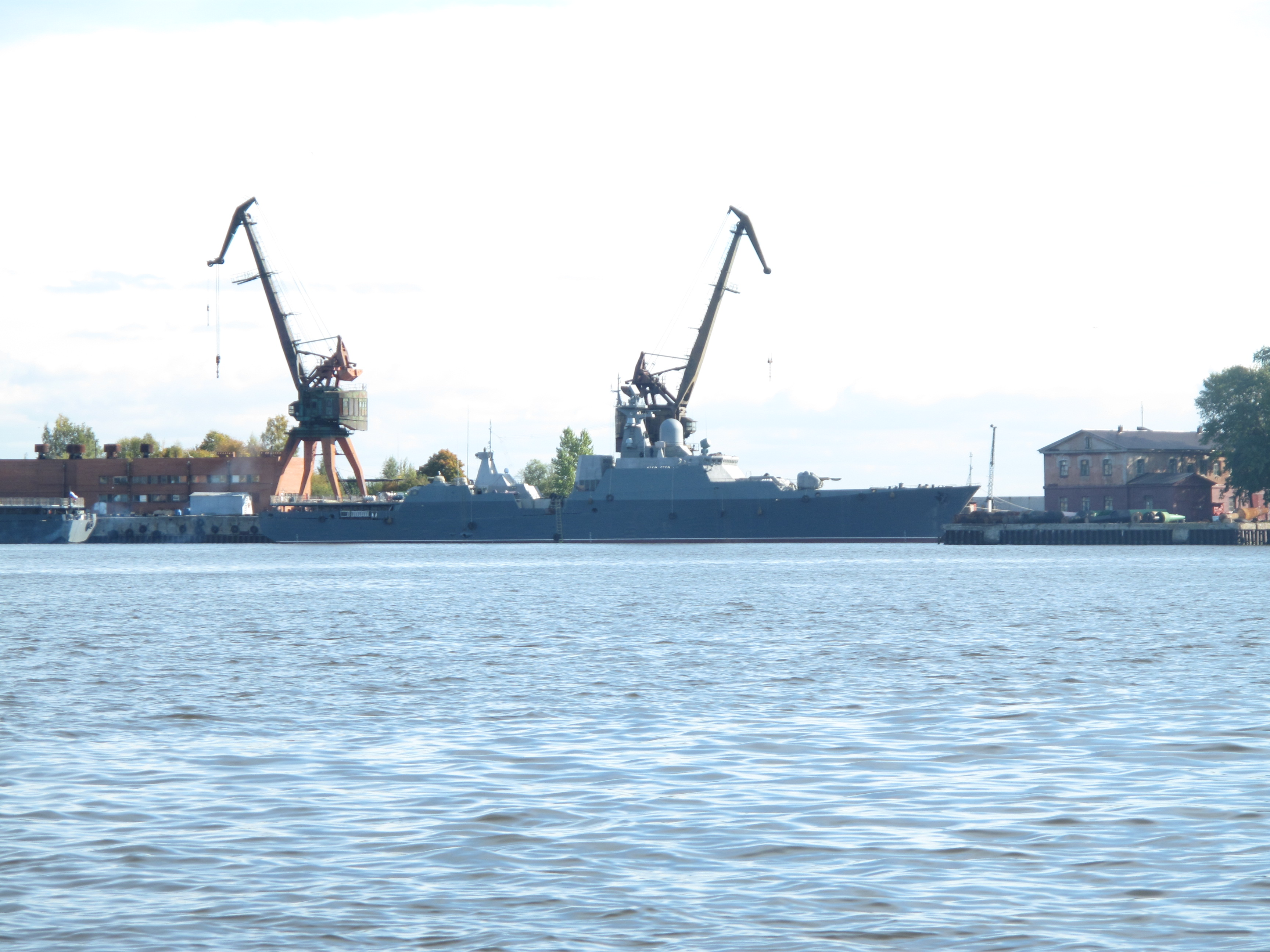
クロンシュタットで建造中の「ディン・ティエン・ホアン」

ベトナム海軍が、上記の3型を基にした3.9型を発注しており、2011年に2隻を就役させたのち、更に2隻を追加発注しており、2017年後半に引き渡される予定であったがこの2隻の就役は2018年となった。また2014年にも2隻が発注され合計6隻となっている。
スリランカ
2017年3月にロシアとスリランカは3.9型の購入で、ほぼ合意していると報じられた。7月にはゲパルト5.1を交渉中と連邦軍事技術協力のスポークスマンが述べた。
| 運用者           | 設計          | 建造番号   | 艦名                                               | 起工            | 進水             | 就役             | 備考                                                    |
| ---------------- | ------------- | ---------- | -------------------------------------------------- | --------------- | ---------------- | ---------------- | ------------------------------------------------------- |
| ロシア海軍       | 11660号計画型 | n/a        | [1-й корпус]                                       | 1988年          | 同年末に建造中止 | 同年末に建造中止 | 同年末に建造中止                                        |
| ロシア海軍       | 11661号計画型 | SKR-200    | タタールスタン Татарстан                           | 1990年 5月5日   | 1993年 7月1日    | 2003年 8月31日   | 「ヤーストレプ」（Ястреб）から改名、 カスピ小艦隊旗艦。 |
| ロシア海軍       | 11661号計画型 | SKR-201    | ダゲスタン Дагестан                                | 1993年 5月      | 2011年 4月1日    | 2012年 11月28日  | 「アルバトロス」（Альбатрос）から改名。                 |
| ロシア海軍       | 11661号計画型 | SKR-202    | ブレヴェスニク Буревестник                         | ？              |                  |                  |                                                         |
| ベトナム人民海軍 | 3.9型         | 954 HQ-011 | 丁先皇（ディン・ティエン・ホアン） Đinh Tiên Hoàng | 2007年 7月10日  | 2009年 12月12日  | 2011年 3月23日   |                                                         |
| ベトナム人民海軍 | 3.9型         | 955 HQ-012 | 李太祖（リ・タイ・ト） Lý Thái Tổ                  | 2007年 11月27日 | 2010年 3月16日   | 2011年 8月22日   |                                                         |
| ベトナム人民海軍 | 3.9型         | 956 HQ-015 | 陳興道（チャン・フン・ダオ） Trần Hưng Đạo         | 2013年 9月24日  | 2016年 4月27日   | 2018年 2月6日    |                                                         |
| ベトナム人民海軍 | 3.9型         | 957 HQ-016 | 光中（光中皇帝阮恵を指す） Quang Trung             | 2013年 9月24日  | 2016年 5月26日   | 2018年 2月6日    |                                                         |
| ベトナム人民海軍 | 3.9型         |            |                                                    |                 |                  |                  | 発注済み                                                |
| ベトナム人民海軍 | 3.9型         |            |                                                    |                 |                  |                  | 発注済み                                                |